# Tyniec

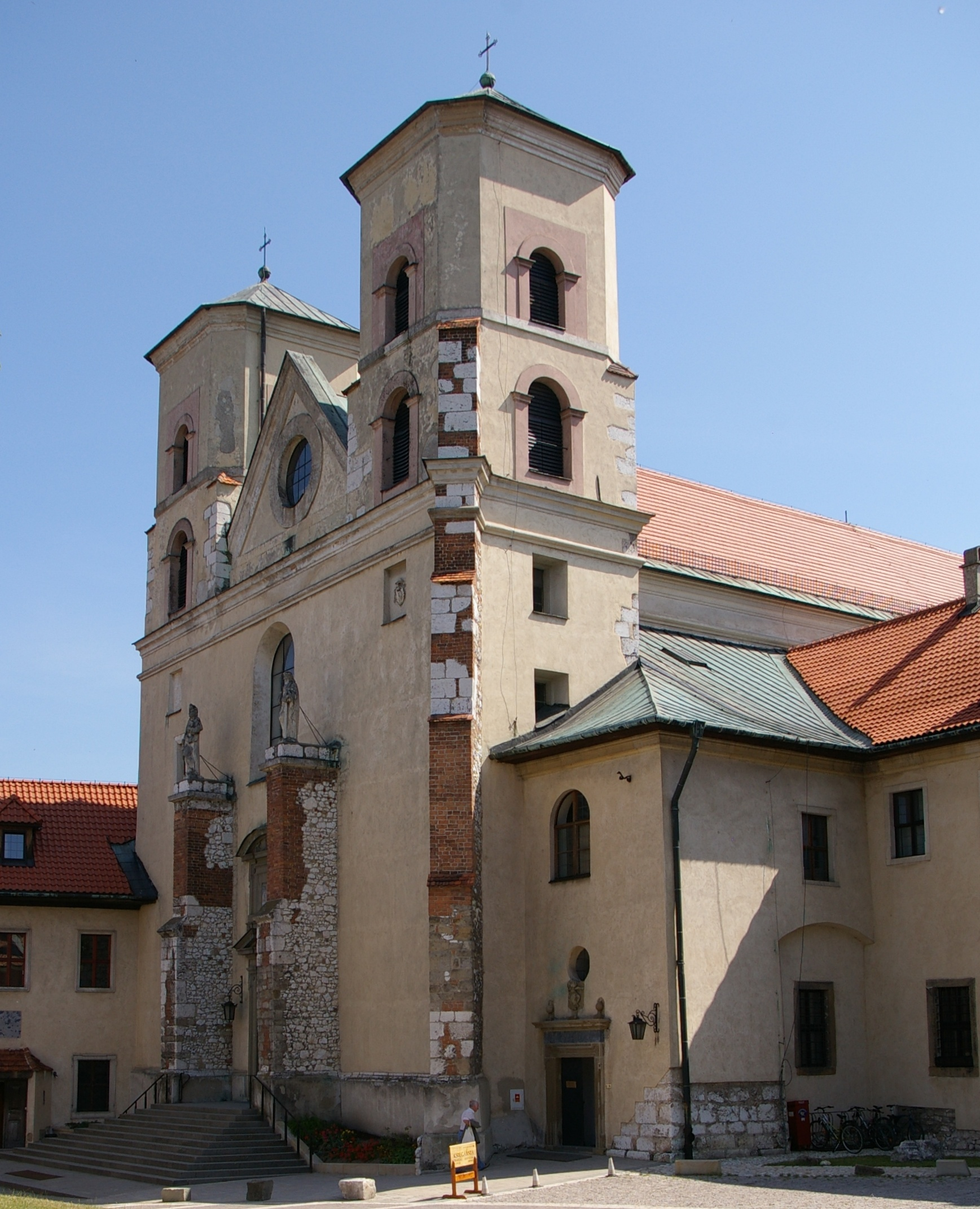
Klášter v Týnci

Tyniec (česky Týnec) je historická obec v Polsku, která je od roku 1973 součástí Krakova (část Dębniki). Nachází se na břehu řeky Visly, asi 12 kilometrů od krakovského centra. Týnec je znám především díky benediktinskému klášteru, který zde v roce 1044 založil Kazimír I. Obnovitel.